# Jorge B. Vargas
Jorge Bartolomé Vargas y Celis (24 de agosto de 1890-22 de febrero de 1980) fue un abogado, diplomático y defensor de la juventud filipino nacido en Bago, Negros Occidental, Filipinas. Se graduó como valedictorian de Negros Occidental High School en 1909 y obtuvo una licenciatura en artes en 1911 y una licenciatura en derecho con honores en 1914, ambos de la Universidad de Filipinas. Fue miembro fundador de la Federación de Atletismo Amateur de Filipinas (ahora el Comité Olímpico de Filipinas) en 1911 y sirvió en su comité ejecutivo en 1918. Se desempeñó como su segundo presidente de 1935 a 1955. También fue el primer miembro filipino del Comité Olímpico Internacional.

## Servicio gubernamental

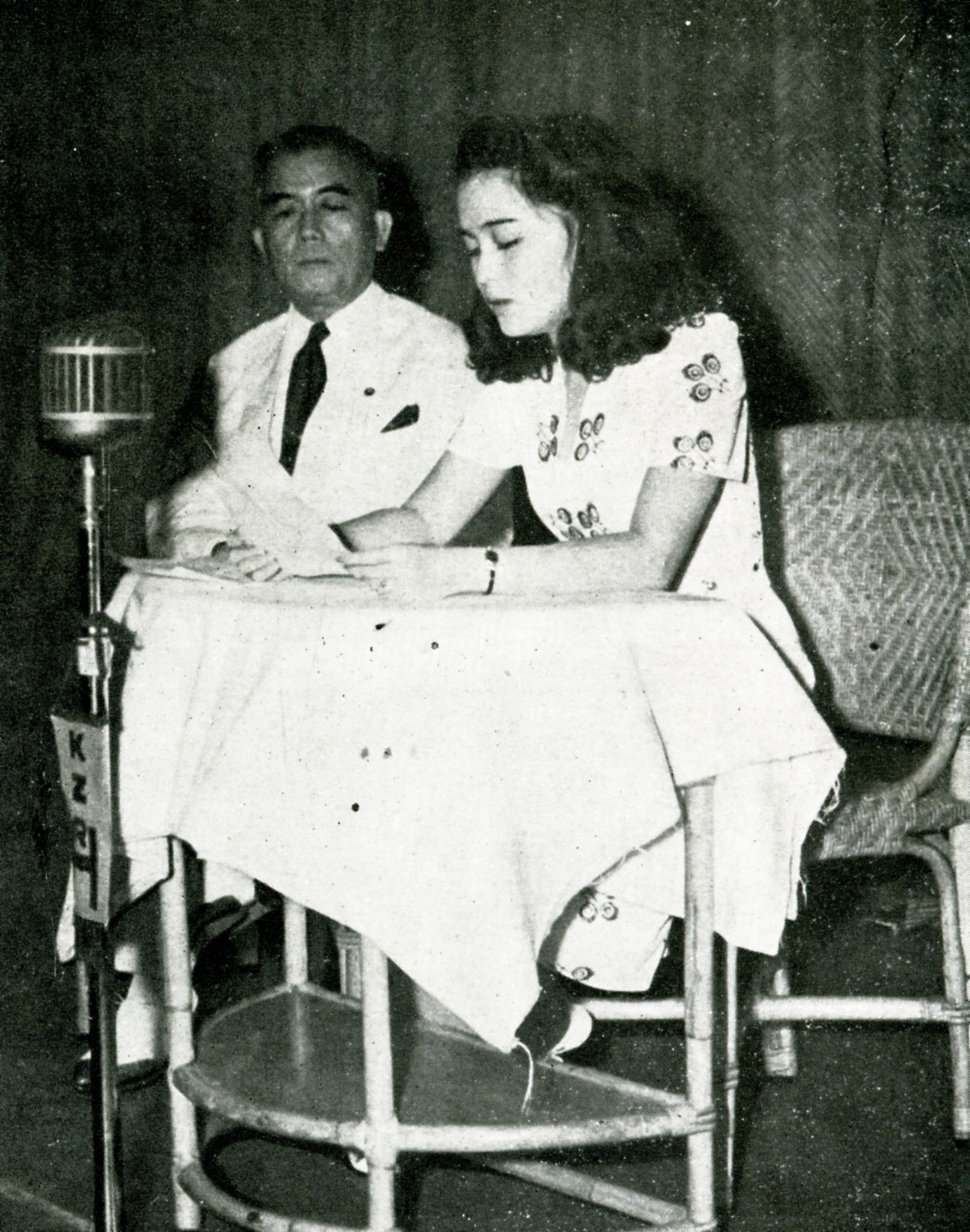
Vargas y su hija, 1943.

Después de ser admitido en el Colegio de Abogados de Filipinas en 1914, fue nombrado asistente legal de la Comisión de Filipinas. Rápidamente ascendió de rango y fue ascendido al puesto de Secretario Jefe del Departamento del Interior en 1917.
En 1918, se desempeñó como secretario legislativo del presidente Sergio Osmeña de la Cámara de Representantes.
En 1921, Vargas sucedió a Vicente Morente como director general de la Asociación del Carnaval de Filipinas que dirigía el Carnaval de Manila. Fue sucedido por Arsenio Luz al año siguiente.
En 1936, Vargas fue designado por el presidente Manuel L. Quezón como su Secretario Ejecutivo, convirtiéndose en el primero en el país en ocupar ese cargo.
Cuando los japoneses invadieron el país en 1941, Vargas fue designado secretario del Departamento de Defensa Nacional. Unas semanas más tarde, fue designado por el presidente Manuel Quezon como alcalde de la ciudad de Gran Manila en 1941. Sus responsabilidades incluían la administración de la ciudad abierta a la llegada de las tropas de ocupación del Ejército Imperial Japonés el 2 de enero de 1942.
En 1942, Vargas se convirtió en presidente de la Comisión Ejecutiva de Filipinas patrocinada por Japón. Durante la colaboracionista Segunda República Filipina, los japoneses le pidieron una vez que asumiera la presidencia, pero se negó. En cambio, se desempeñó como embajador del régimen en Japón. En esa posición, poco antes de que las tropas japonesas fueran expulsadas de Manila, se le citó diciendo que "sabemos que Japón está destinado a una victoria segura y prosperidad en los siglos venideros".
Vargas se desempeñó como Presidente de la Comisión Nacional de Planificación de 1946 a 1954 y fue miembro de la Junta de Regentes de la Universidad de Filipinas de 1961 a 1965. En 1960, la República de Filipinas le confirió la Legión de Honor con el rango de comandante.

## Escultismo

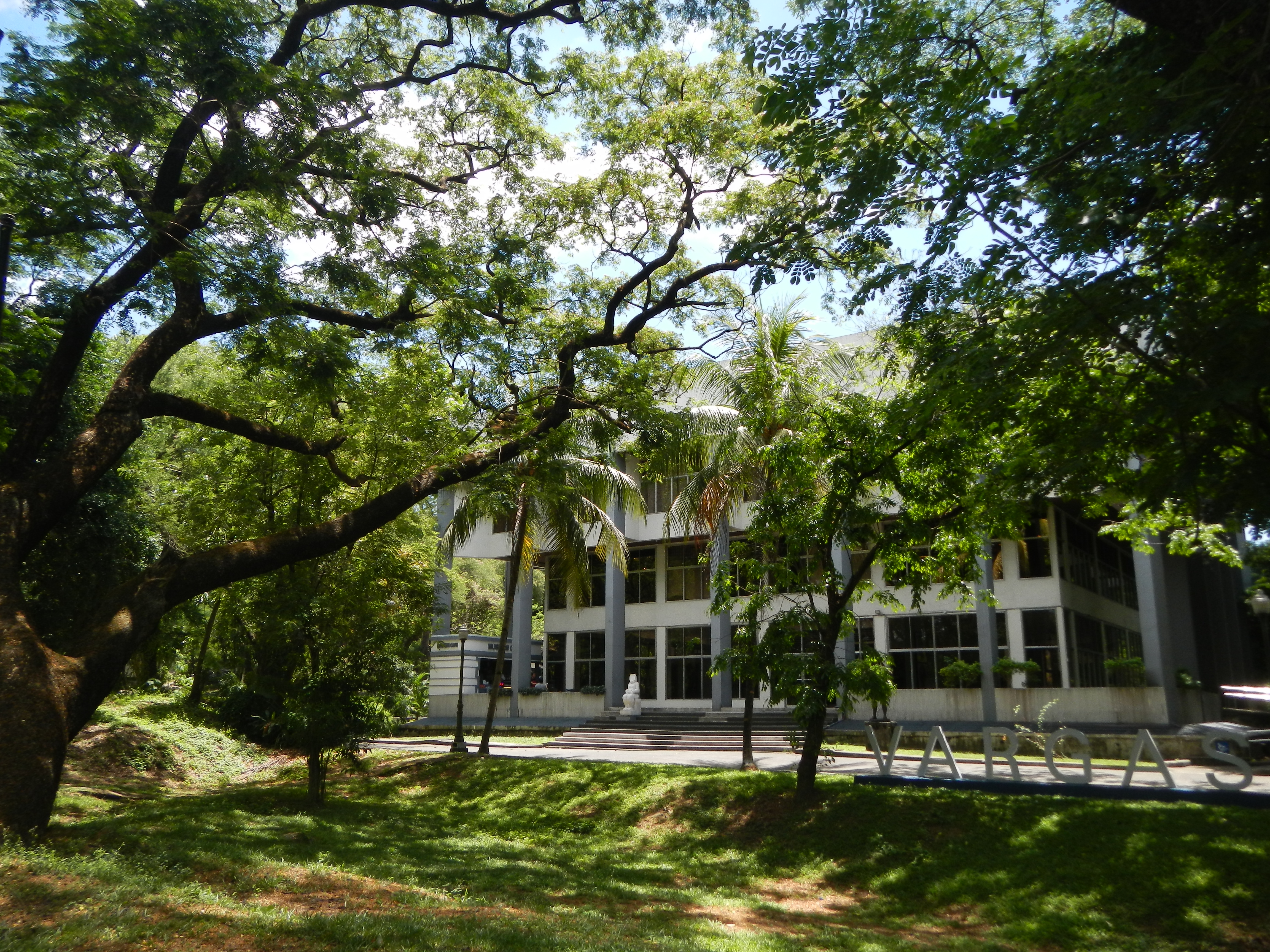
Museo Jorge B. Vargas y Centro de Investigaciones Filipiniana (Universidad de Filipinas Diliman).

La participación de Vargas con el escultismo comenzó en 1935 cuando se convirtió en miembro de la junta ejecutiva del Consejo Filipino de Boy Scouts de América. Junto con otros defensores del escultismo filipino, se convirtió en uno de los miembros fundadores de los Boy Scouts de Filipinas en 1936.
Tras la muerte de Manuel Camus en 1949, Vargas fue elegido unánimemente por la Junta Ejecutiva Nacional para servir como Presidente del BSP y Jefe Scout de los Boy Scouts de Filipinas. Ocupó el cargo de Presidente Nacional hasta 1961. Se convirtió en miembro del Comité Scout Mundial de la Organización Mundial del Movimiento Scout de 1951 a 1957.
Vargas fue galardonado con el Lobo de Bronce en 1959 y recibió otros premios como Silver Tamaraw (Filipinas), Silver Fox (Canadá), Silver Ibex (Austria), Silver Wolf (Reino Unido), y en 1959 también recibió la más alta distinción de la Asociación Scout de Japón, el Golden Pheasant Award. También se convirtió en el primer destinatario del premio Tanglaw ng Kabataan (Luz de la juventud) del BSP en 1961.

## Muerte
Jorge B. Vargas murió el 22 de febrero de 1980 en Manila, Filipinas a la edad de 89 años.

## Condecoraciones
Imperio de Japón: Gran Cordón (primera clase) de la Orden del Sol Naciente (1 de octubre de 1943)

## Galería

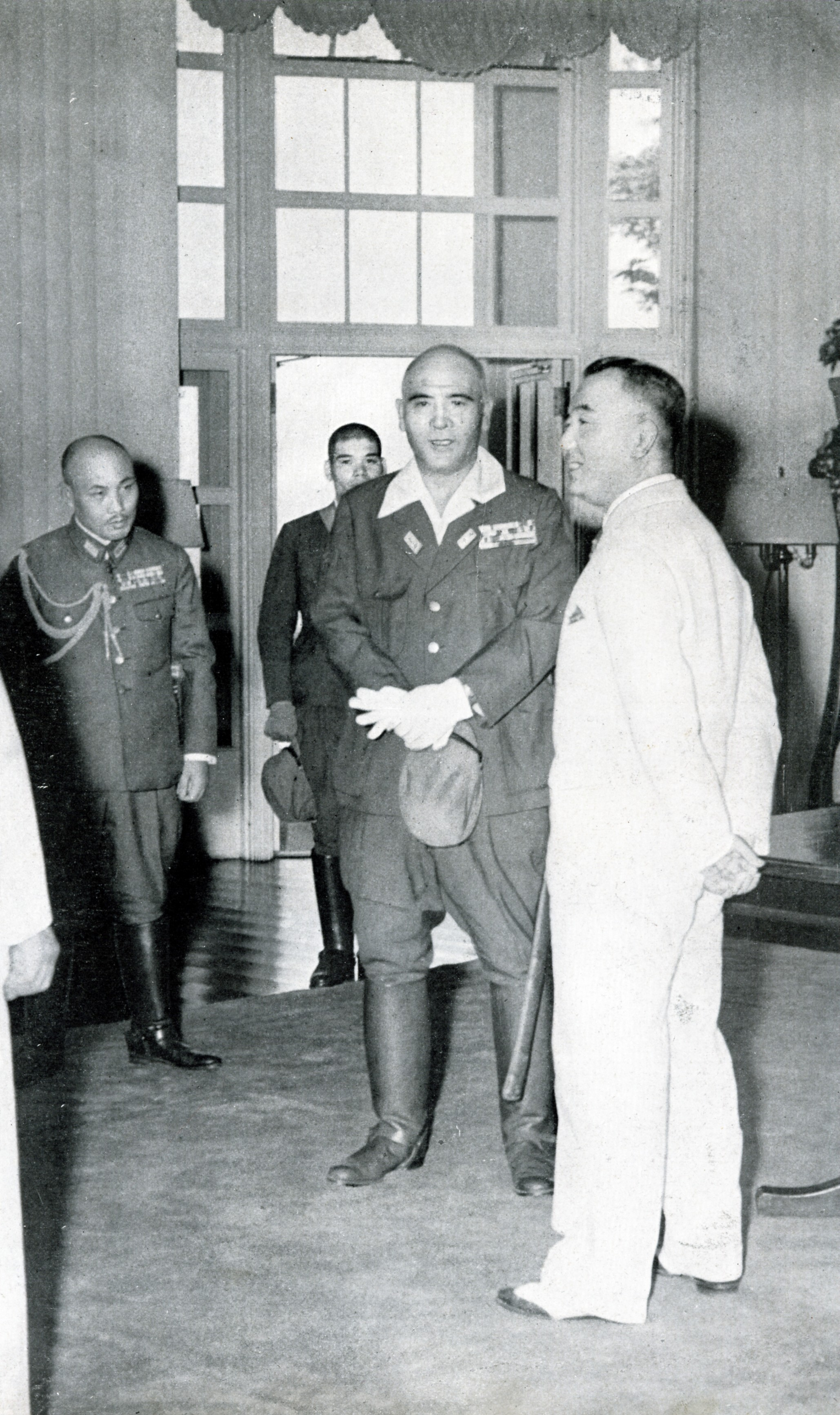
Vargas "(en blanco)" con el General japonés Homma, 1943